# Ululodes floridanus
Ululodes floridanus is een insect uit de familie van de vlinderhaften (Ascalaphidae), die tot de orde netvleugeligen (Neuroptera) behoort. 
Ululodes floridanus is voor het eerst wetenschappelijk beschreven door Banks in 1906.